# 太田崇
太田 崇（おおた たかし、1976年4月27日 - ）は、北海道白老郡白老町出身の陸上競技選手・指導者。専門は長距離種目。北海道苫小牧南高等学校、札幌学院大学商学部商学科卒業。現役時代はNEC陸上競技部、コニカミノルタ陸上競技部に所属した。身長175cm、体重57kg。

## 経歴
中学から陸上競技をはじめ、苫小牧南高校を経て札幌学院大学に進学。大学時代は出雲駅伝に北海道学連選抜のメンバーとして3回、全日本大学駅伝にも3回出場した。
1999年に日本電気（NEC）へ入社するも、2003年に陸上競技部が廃部。コニカ陸上競技部へ移籍する。
2000年から2011年まで、ニューイヤー駅伝に12年連続出場。2005年・2006年・2008年にはそれぞれ1区を務めチームの優勝に貢献した。2006年の1区で記録した34分25秒は2021年現在でも1区の日本人最速記録である。2006年当時はインターナショナル区間の設定がなく、スタート直後から飛び出した外国人選手の集団にただ一人食らいついて記録したものであった。
2001年・2004年には世界ハーフマラソン選手権の日本代表に選ばれている。
2006年の第40回青梅マラソンでは歴代2位の記録となる1時間30分48秒で優勝。2010年の第44回大会でも優勝を果たしている。
2010年度をもって現役を引退し、2011年4月よりホクレン女子陸上部コーチに就任。2013年4月より同部監督に就任。2017年度をもって退任。
2022年度よりしまむら女子陸上競技部監督に就任。

## 自己記録
- 5000m：13分43秒36（2007年 ホクレンディスタンスチャレンジ網走大会）
- 10000m：28分06秒22（2004年 兵庫リレーカーニバル）
- ハーフマラソン：1時間01分50秒（2004年 全日本実業団ハーフマラソン）
- 30km：1時間29分52秒（2004年 熊日30キロロードレース）
- マラソン：2時間12分10秒（2008年 東京マラソン2008 10位）